# Giuseppe Cederna
Giuseppe Cederna, né à Rome le 25 juin 1957, est un acteur italien.

## Biographie
Giuseppe Cederna est le fils du journaliste et homme politique Antonio Cederna (it) et neveu de l'écrivain et journaliste Camilla Cederna (it). Dans sa jeunesse, il est attiré par le métier de mime et de clown, et après plusieurs expériences théâtrales, en 1977 il fonde la société Anfeclown. Invité par le Teatro dell'Elfo pour plusieurs collaborations, Cederna y rencontre le réalisateur Gabriele Salvatores avec lequel il travaille sur scène et ensuite dans des films, dont Mediterraneo, Oscar du meilleur film en langue étrangère.
Après un rôle mineur en 1972 dans le film dramatique de Marco Bellocchio Viol en première page, dans les années 1980 il commence une carrière en tant qu'acteur de genre.
C'est un passionné d'alpinisme qui est également écrivain.

## Filmographie partielle
- 1972 : Viol en première page (Sbatti il mostro in prima pagina)  de Marco Bellocchio
- 1985 : Fracchia contro Dracula
- 1989 : Marrakech Express de Gabriele Salvatores
- 1989 : Clair
- 1990 : Le Voyage du capitaine Fracasse
- 1991 : Mediterraneo
- 1993 : Un'anima divisa in due
- 1998 : Kaos II
- 2002 : El Alamein
- 2009 : Diverso da chi?
- 2009 : Nine
- 2022 : Marcel ! de Jasmine Trinca